# مایک بالسون
مایک بالسون (انگلیسی: Mike Balson; ۹ سپتامبر ۱۹۴۷ – ۳۰ مهٔ ۲۰۱۹) بازیکن فوتبال اهل بریتانیا بود.
از باشگاه‌هایی که در آن بازی کرده‌است می‌توان به باشگاه فوتبال اکستر سیتی اشاره کرد.